# 6 Batalion Powietrznodesantowy
6 Batalion Powietrznodesantowy im. gen. dyw. Edwina Rozłubirskiego (6 bpd) – pododdział wojsk powietrznodesantowych Sił Zbrojnych Rzeczypospolitej Polskiej.

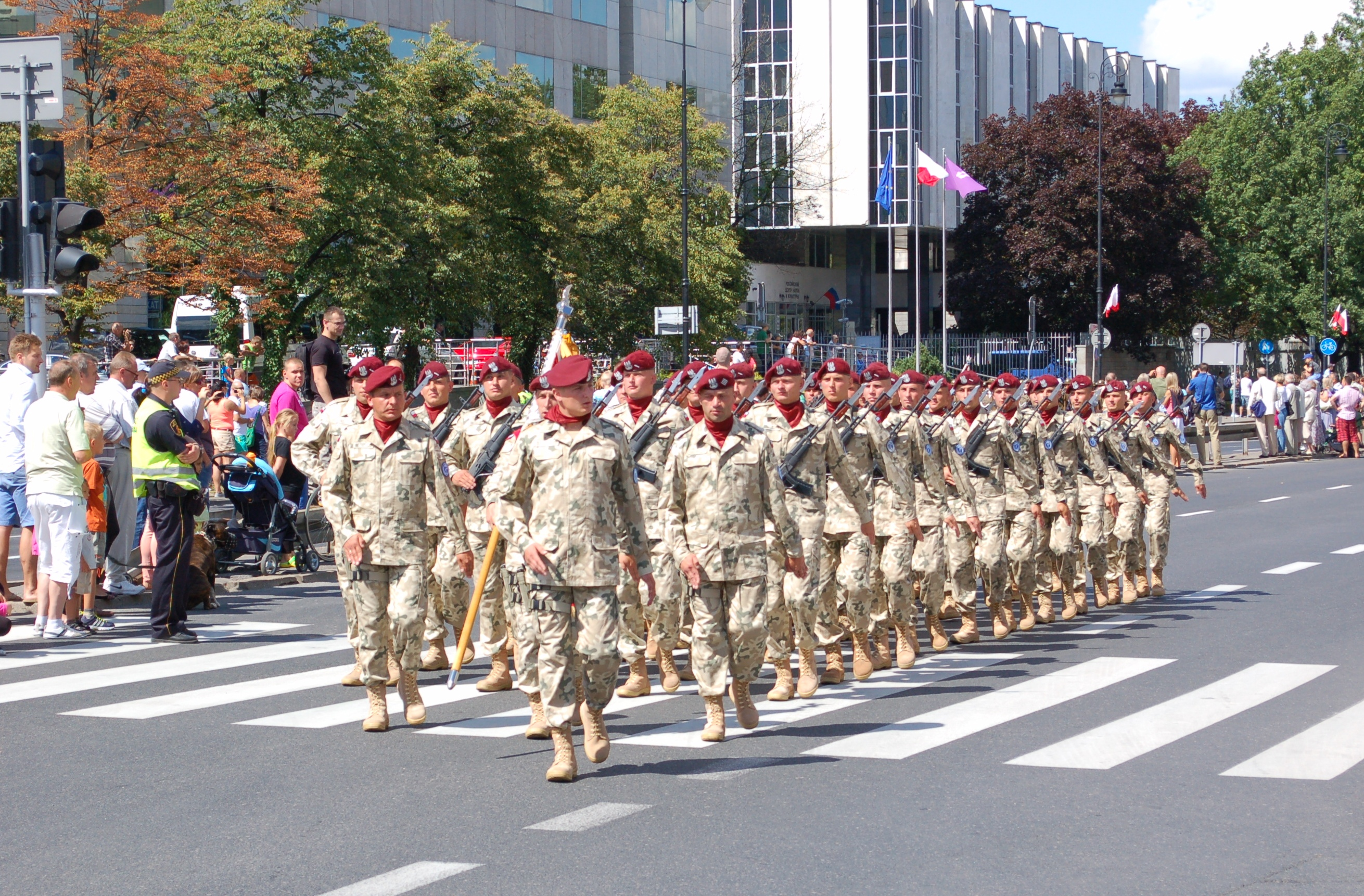
Żołnierze batalionu maszerują na paradzie z okazji Święta Wojska Polskiego w 2013 roku

## Historia
27 maja 1957 r. dla nowo formowanej dywizji zorganizowano Kurs Instruktorsko-Metodyczny Instruktorów Spadochronowych. Wraz z oficjalnym powstaniem 6 Dywizji Powietrznodesantowej, Kurs został przeformowany 15 czerwca 1957 w 9 Szkolny batalion powietrznodesantowy. Jednocześnie przy batalionie szkolnym pozostawiono dywizyjny Ośrodek Szkolenia Spadochronowego.
5 listopada 1957 do batalionu przybyli pierwsi poborowi. W styczniu 1958 batalion dyslokowano z Krakowa do koszar w Niepołomicach. 8 stycznia 1958 r. kadra Ośrodka Szkolenia Spadochronowego została wyłączona ze składu batalionu i weszła w skład sztabu dywizji. 5 maja 1958 utworzono szkołę podoficerską.
W roku 1964 na podstawie zarządzenia Szefa Sztabu Generalnego WP nr 03/Org. z dnia 3 stycznia 1964 roku batalion przeformowano na 6 Ośrodek Szkoleniowo-Mobilizacyjny.
Na podstawie zarządzenia Szefa Sztabu Generalnego WP nr 0158/Org. z dnia 26 października 1967 roku 6 Ośrodek Szkoleniowo-Mobilizacyjny przeformowano w 6 Szkolny batalion powietrznodesantowy (6 szbpd). W tym czasie jednostka nie podlegała pod 6 Pomorską Dywizję Powietrznodesantową.
W grudniu 1976 w związku z reorganizacją struktury organizacyjnej przeformowano go na podstawie zarządzenia Szefa Sztabu Generalnego WP nr 047/Org. z dnia 24 lipca 1976 roku na 6 Batalion Powietrznodesantowy i włączono go w skład 6 Pomorskiej Dywizji Powietrznodesantowej.
W ramach działalności w latach 90 XX w. jednostka ta odpowiedzialna była za szkolenie podoficerów, którzy po zakończeniu szkolenia zasilali pozostałe liniowe jednostki powietrznodesantowe.
W dniu 15 czerwca 1990 r. jednostka otrzymała nazwę: 6 Batalion desantowo-szturmowy (6 bdsz).
W lutym 2000 r. JW 4115 jest dyslokowana z Niepołomic do garnizonu Gliwice.
We wrześniu 2003 roku 6 bdsz wstąpił w struktury Wielonarodowej Brygady Czesko-Polsko-Słowackiej. Brygada została rozformowana 22 czerwca 2005.
W dniu 4 listopada 2003 roku 6 Batalion Desantowo-Szturmowy w Gliwicach otrzymał imię generała dywizji Edwina Rozłubirskiego.
1 lipca 2010 r. nazwa jednostki została zmieniona na 6 Batalion Powietrznodesantowy (6 bpd).
W roku 2012 żołnierze 1 kompanii kapitana Marcina Zalewskiego wchodzący w skład Polskiego Kontyngentu Wojskowego w Afganistanie w ramach XI zmiany ISAF stanowili podstawową obsadę posterunku COP Waghez. 24 października 2012 roku zakończyło działalność Zgrupowanie Bojowe Alfa pod dowództwem ppłk Mirosława Brysia. Zgrupowanie liczyło ok. 700 żołnierzy, w tym 295 spadochroniarzy z 6 bpd.
31 maja 2017 żołnierze 6 Batalionu Powietrznodesantowego rozpoczęli działania w ramach XXXVI zmiany PKW KFOR. Działania zakończyli 29 listopada 2017 roku przekazaniem obowiązków XXXVII zmianie, której trzon tworzą żołnierze 16 bpd.
W związku z rozszerzaniem się epidemii COVID-19 21 marca 2020 r. żołnierze 6 bpd zostali skierowani do Pietrowic Wielkich. Działanie to miało na celu zabezpieczenie przejść granicznych, przeciwdziałanie przemieszczaniu się osób chcących ominąć kontrolę graniczną i sanitarną. Do zadań wojska należało prowadzenie działalności patrolowej, obserwacja oraz udział w pełnieniu służby na posterunkach. 12 czerwca 2020 Minister Obrony Narodowej Mariusz Błaszczak uchylił decyzję z 14 marca 2020 w sprawie użycia oddziałów i pododdziałów Sił Zbrojnych RP do pomocy oddziałom Straży Granicznej. Zakończenie współpracy z pogranicznikami nastąpiło 13 czerwca.
14 lutego 2022 żołnierze 6 Batalionu Powietrznodesantowego rozpoczęli działania w ramach XLV zmiany PKW KFOR. Misja zakończyła się 6 sierpnia przekazaniem obowiązków XLVI zmianie, której trzon stanowili żołnierze 3 batalionu zmechanizowanego.

## Symbole

### Beret
Najbardziej znanym wyróżnikiem żołnierzy 6 Brygady Powietrznodesantowej jest bordowy beret. Na podstawie tego charakterystycznego nakrycia głowy na spadochroniarzy mówi się „Czerwone berety”.

### Oznaka rozpoznawcza
Żołnierze 6 Batalionu Powietrznodesantowego noszą charakterystyczną oznakę. Ona znajduje się na okrągłej tarczy w kolorze niebieskim. W centralnej części oznaki znajduje się rozwinięta czasza spadochronu z opuszczonymi linkami i z pikującym orłem lotników pośrodku. Kolejnym elementem oznaki jest półwieniec z liści laurowych i liści dębowych będących alegorią męstwa i chwały żołnierskiej. Autorem emblematu jest starszy sierżant sztabowy Zbigniew Ślusarczyk, który zaprojektował go dla 6 PDPD. W maju 1967 roku Ministerstwo Obrony Narodowej usankcjonowało tę oznakę stosownym zarządzeniem. W kwietniu 1972 roku omówiony emblemat został uznany za oznakę organizacyjną wojsk powietrznodesantowych.

### Sztandar
W październiku 1958 roku Dowódca Warszawskiego Okręgu Wojskowego gen. Józef Kuropieska wręczył jednostce sztandar wraz z aktem nadania. W dniu 15 czerwca 1996 r. Jednostka otrzymała nowy sztandar ufundowany przez społeczeństwo miasta i gminy Niepołomice. Rodzicami chrzestnymi zostali: były dowódca batalionu – Bolesław Bojdak oraz Maria Solarz.
Wygląd sztandaru jest zgodny z ustawą z 19 lutego 1993 o znakach Sił Zbrojnych Rzeczypospolitej Polskiej. Na stronie głównej w środku wieńca umieszczony jest wizerunek orła białego z głową zwróconą do drzewca. Pomiędzy ramionami krzyża kawalerskiego, w rogach płatu, są umieszczone wieńce wawrzynu, a w ich polach liczba „6” będąca numerem batalionu. Na stronie odwrotnej, pośrodku wieńca umieszczony jest w trzech wierszach napis „Bóg Honor Ojczyzna”. Pomiędzy ramionami krzyża kawalerskiego, w rogach płata, są umieszczone następujące symbole:
- w prawym górnym wieńcu wawrzynu wizerunek odznaki skoczka spadochronowego
- w prawym dolnym wieńcu wawrzynu odwzorowanie znaku Stowarzyszenia „SOKÓŁ”
- w lewym dolnym wieńcu wawrzynu odwzorowanie herbu Niepołomic
- w lewym górnym wieńcu wawrzynu wizerunek oznaki rozpoznawczej wojsk powietrznodesantowych

Na puszce głowicy od strony czołowej umieszczono napis : „bdsz”, który stanowił skrót nazwy batalionu.

### Odznaka pamiątkowa
7 marca 2022 roku decyzją nr 31/MON Ministra Obrony Narodowej została ustanowiona odzaka pamiątkowa 6. Batalionu Powietrznodesantowego im. gen. dyw. Edwina Rozłubirskiego w Gliwicach.
Podstawą odznaki, o wymiarach 28 × 40 mm, jest tarcza w kształcie rozwiniętej białej czaszy spadochronu z białymi linkami nośnymi, pomiędzy którymi widnieje niebieskie tło. Użyte kolory nawiązują do barw oznaki rozpoznawczej 6 bpd. Na czaszę spadochronu nałożony jest wizerunek pikującego srebrnego orła trzymającego w szponach stalowy owalny pierścień ze złotym laurowo-dębowym półwieńcem oraz srebrną cyfrą „6” umieszczoną w jego centralnym punkcie. Wizerunek orła nawiązuje do odznaki Szkoły Podchorążych 1. Samodzielnej Brygady Spadochronowej, której tradycje dziedziczy 6. Brygada Powietrznodesantowa, w której skład wchodzi 6 bpd. Owalny pierścień jest odwzorowaniem elementu Bojowego Znaku Szybowcowego Polskich Sił Zbrojnych na Zachodzie. Użyta cyfra „6” stanowi numer taktyczny 6 bpd. Półwieniec laurowo-dębowy jest symbolem chwały i męstwa.

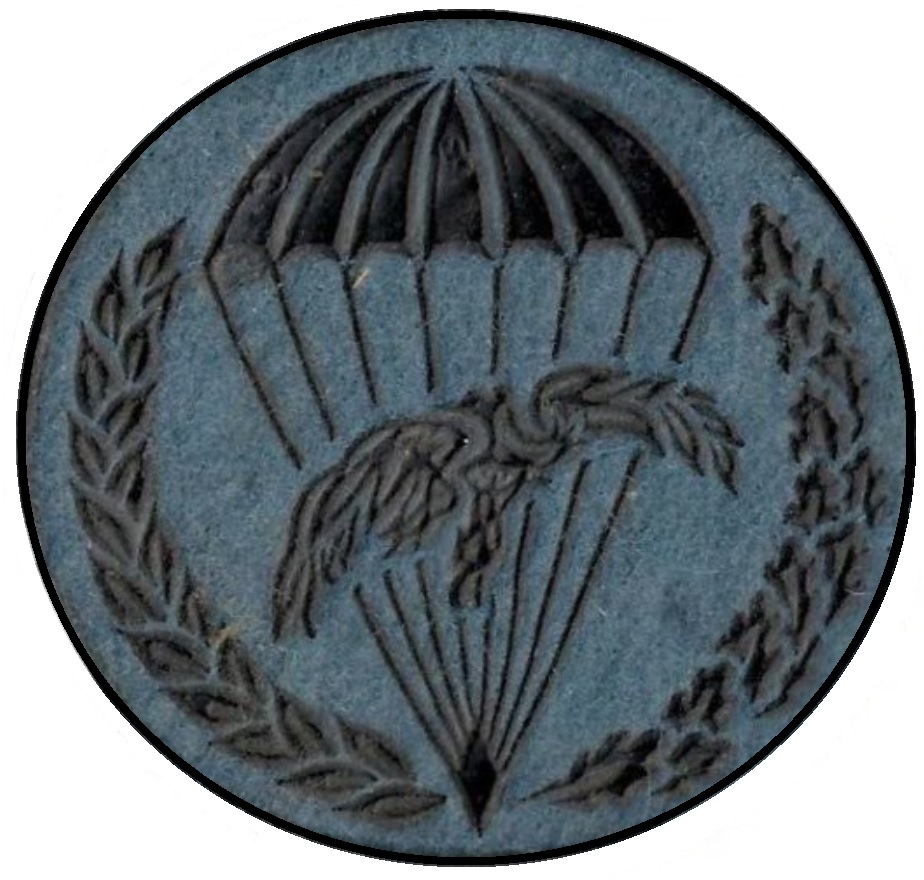
Oznaka rozpoznawcza 6 Szkolnego Batalionu Powietrznodesantowego
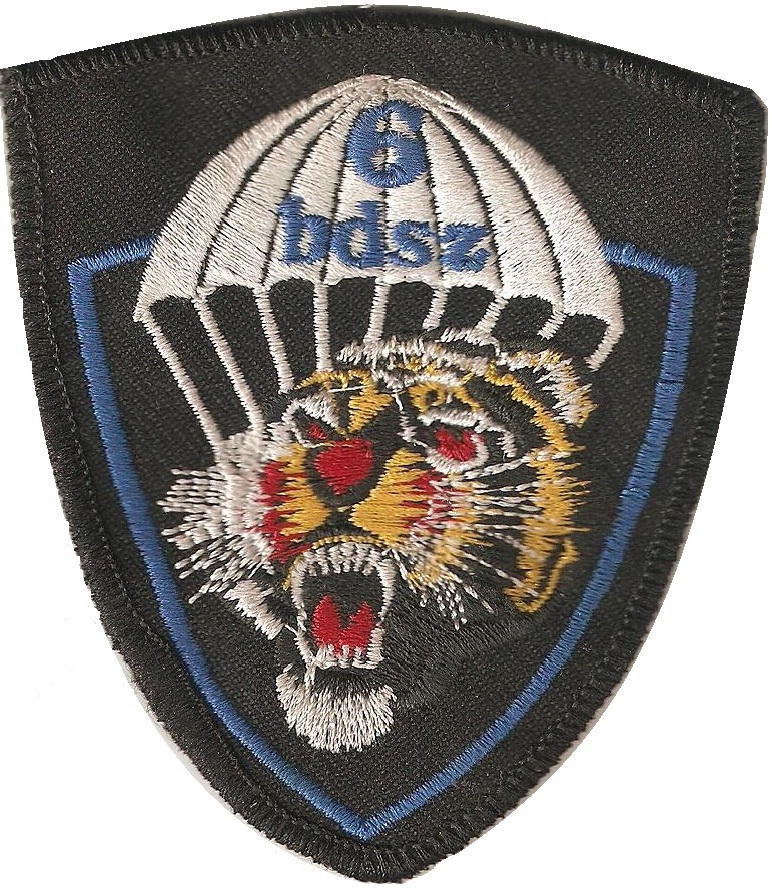
Oznaka rozpoznawcza 6 Batalionu Desantowo-Szturmowego na mundur wyjściowy (nieoficjalna)
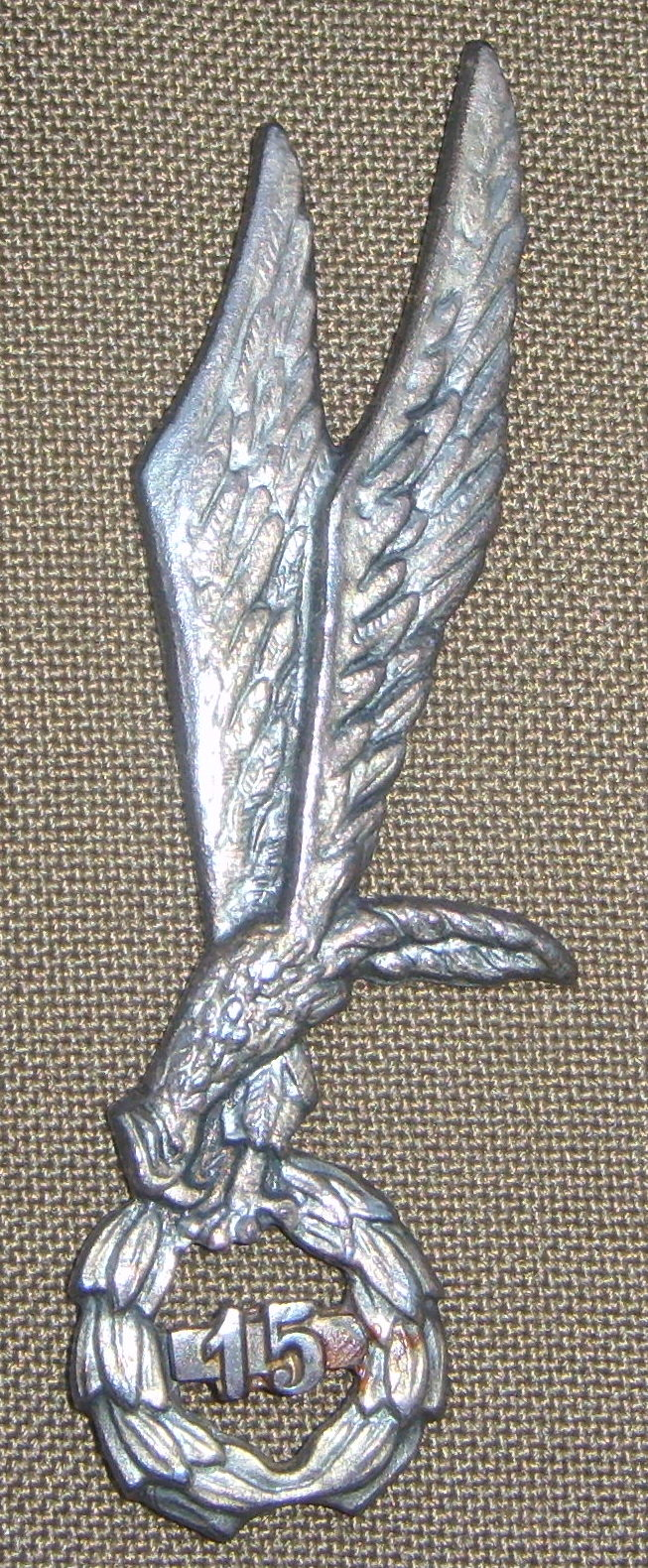
Odznaka skoczka spadochronowego wojsk powietrznodesantowych
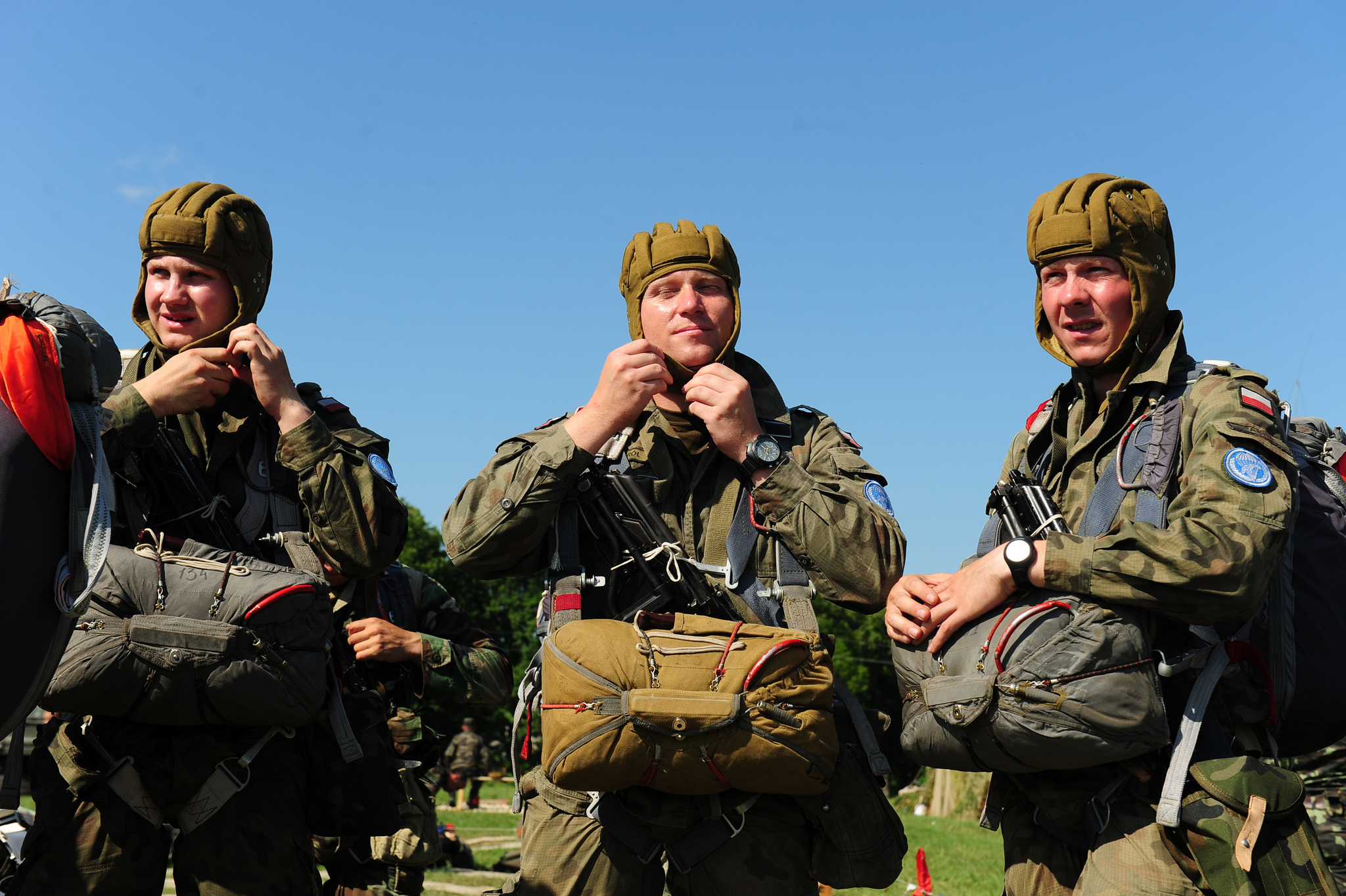
Spadochroniarze 6 bpd w oporządzeniu podczas ćwiczeń NATO Rapid Trident 2013 na terytorium Ukrainy
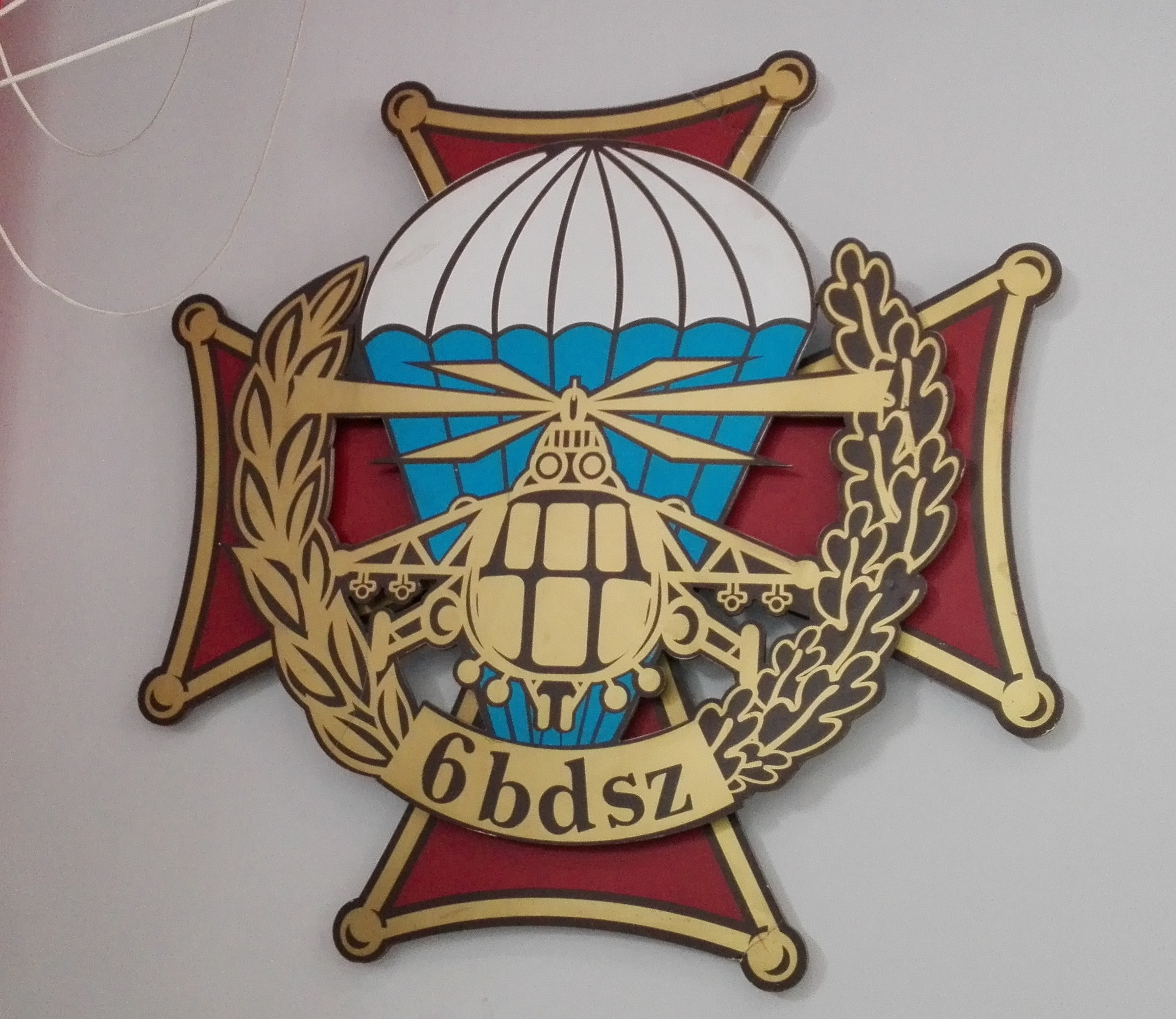
Wizerunek odznaki 6 Batalionu Desantowo-Szturmowego
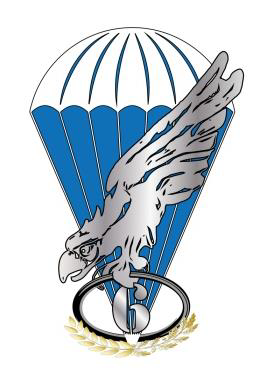
Odznaka pamiątkowa 6. Batalionu Powietrznodesantowego (od 2022).

## Przeznaczenie
Do głównych zadań batalionu należą:
- opanowywanie i utrzymywanie kluczowych obiektów terenowych pola walki
- wzmacnianie okrążonych sił
- osłabianie potencjału przeciwnika poprzez akcje na tyłach wroga
- niszczenie ważnych obiektów przeciwnika
- osłona własnych wojsk
- zwalczanie oddziałów desantowych i specjalnych przeciwnika[21]

## Patrol rozminowania
Żołnierze 6 bpd przejęli obowiązki wystawienia patroli rozminowania, które wcześniej spoczywały na 23 Śląskiej Brygadzie Obrony Terytorialnej.
Saperzy 6 Batalionu Powietrznodesantowego tworzą dwa patrole rozminowania. Zadaniem patroli jest usuwanie niewybuchów i niewypałów.
- 28 patrol rozminowania jest odpowiedzialny za:
  - powiaty: głubczycki, kędzierzyńsko-kozielski, strzelecki, będziński, częstochowski, gliwicki, kłobucki, lubliniecki, myszkowski, tarnogórski, zawierciański
  - miasta na prawie powiatu: Częstochowa, Dąbrowa Górnicza, Gliwice, Jaworzno, Mysłowice, Piekary Śląskie, Sosnowiec
- 29 patrol rozminowania jest odpowiedzialny za:
  - powiaty: bielski, bieruńsko-lędziński, cieszyński, mikołowski, pszczyński, raciborski, rybnicki, wodzisławski, żywiecki
  - miasta na prawie powiatu: Bielsko-Biała, Bytom, Chorzów, Jastrzębie-Zdrój, Katowice, Ruda Śląska, Rybnik, Siemianowice Śląskie, Świętochłowice, Tychy, Zabrze, Żory[23][24]

8 października 2019 roku w Kuźni Raciborskiej podczas niekontrolowanego wybuchu pocisku artyleryjskiego z okresu II wojny światowej zginęło dwóch saperów 29 patrolu rozminowania. W zdarzeniu zostało rannych jeszcze czterech innych członków patrolu. 16 października zmarł trzeci żołnierz ciężko ranny podczas eksplozji. Zdarzenie to zostało upamiętnione poprzez umieszczenie tablicy na Pomniku Zwycięstwa przy ulicy Kościelnej w Kuźni Raciborskiej.

## Struktura organizacyjna
- Dowództwo i sztab
- kompania dowodzenia
- 1 kompania szturmowa
- 2 kompania szturmowa
- 3 kompania szturmowa
- kompania moździerzy
- kompania logistyczna
- zespół zabezpieczenia medycznego[29]

## Dowódcy batalionu
- mjr Józef Kracz (1957–1957)
- mjr Romuald Dragun (1957–1957)
- kpt. Witold Górny (1957–1958)
- ppłk Józef Kracz (1958–1961)
- mjr dypl. Edward Jabłoniec (1961–1963)
- mjr Zbigniew Skoczylas (1964–1964)
- ppłk dypl. Czesław Miszczak (1964–1970)
- ppłk dypl. Bolesław Bojdak (1970–1973)
- ppłk Jerzy Sroka (1973–1977)
- mjr dypl. Ludomir Schab (1977–1981)
- ppłk dypl. Józef Wojtyna (1981–1984)
- mjr dypl. Mikołaj Jakimowicz (1984–1987)
- ppłk Bogdan Mirek (1987–1991)
- ppłk dypl. Mirosław Knapiński (1991–1994)
- mjr dypl. Marek Żerdecki (1994–1994)
- mjr dypl. Edward Nieżałowski (1994–1997)
- ppłk dypl. Krzysztof Boczkowski (1997–1998)
- mjr dypl. Roman Polko (1998–1999)
- ppłk mgr inż. Jerzy Gut (1999–2004)
- ppłk dypl. Jarosław Grygierczyk (2004–2007)
- ppłk dypl. Marek Stec (2007–2009)
- p.o. mjr Krzysztof Tytko (2009–2010)
- ppłk dypl. Radosław Cyniak (2010–2011)
- ppłk mgr Mirosław Bryś (2011–2014)
- ppłk Robert Kruz (2014 – 2017)[30]
- ppłk Kamil Sworacki (2017 – 2020)
- ppłk Piotr Szołomicki (2020 – 2022)
- p.o. mjr Łukasz Bocheński (2022 – 2023)
- ppłk Szymon Noworyta (2023 – nadal)[31]

## Dane adresowe
Jednostka Wojskowa 4115
ul. gen. Władysława Andersa 47
44-121 Gliwice

## Wyróżnienia
W 2013 r. Minister ON Tomasz Siemoniak odznaczył jednostkę Brązowym Medalem „Za zasługi dla obronności kraju”.